# Серж Редінґ
Серж Редінґ (23 грудня 1941 — 28 червня 1975) — бельгійський важкоатлет.
Срібний призер Олімпійських Ігор 1968 року в категорії понад 90 кг, учасник 1964, 1972 років.
Срібний призер Чемпіонату світу 1968 (понад 90 кг), 1969 (понад 110 кг), 1970 (понад 110 кг), 1974 (понад 110 кг) років.
Чемпіон Європи 1969 року в категорії понад 110 кг, срібний призер 1968 року в категорії понад 90 кг, бронзовий призер 1964 (понад 90 кг), 1974 (понад 110 кг) років.